# Tappi Tíkarrass
Tappi Tíkarrass è un gruppo musicale islandese attivo dal 1981 al 1983 e nuovamente dal 2015. Il gruppo è noto in particolare per essere stato uno dei primi progetti musicali della cantante Björk Guðmundsdóttir.

## Formazione
Membri attuali
- Jakob Smári Magnússon
- Eyólfur Jóhannsson
- Eyþór Arnalds
- Guðmundur Þór Gunnarsson

Ex membri
- Björk Guðmundsdóttir
- Oddur F. Sigurbjörnsson

## Discografia

### Album in studio
- 1982 - Bitið fast í vitið
- 1983 - Miranda
- 2017 - Tappi Tíkarrass

## Filmografia
- Rokk í Reykjavík, regia di Friðrik Þór Friðriksson (1982)
- Nýtt líf, regia di Þráinn Bertelsson (1983)
- Inside Björk (2003)